# Carol Grimes
Carol Ann Grimes (7 april 1944) is een Britse zangeres en songwriter.

## Carrière
In 1969 voegde ze zich bij de band Delivery en nam een album op, voordat ze startte met een solocarrière. Haar debuutalbum Warm Blood (1974) werd opgenomen met leden van Area Code 615 en The Average White Band. Ze nam haar tweede album op in Memphis met The Brecker Brothers, Donald 'Duck' Dunn en The Memphis Horns. Ze formeerde in 1984 de band Eyes Wide Open. Haar carrière breidde zich uit naar doceren en werken in musical-theaters. Tijdens de jaren 1990 werkte ze met het eigentijdse klassieke koor The Shout.

## Discografie
- 1970: Fools Meeting met Delivery
- 1974: Warm Blood (Caroline Records)
- 1977: Carol Grimes (La Cooka Ratcha)
- 1986: Eyes Wide Open (Line)
- 1989: Why They Don't Dance (Line)
- 1996: Alive at Ronnie Scott's (Ronnie Scott's Jazz House)
- 2000: Sweet Fa (La Cooka Ratcha)
- 2003: Daydreams & Danger (La Cooka Ratcha)

- Gemeinsame Normdatei: 134583094
- International Standard Name Identifier: 0000 0000 5547 3826
- Library of Congress Control Number: no98006224
- MusicBrainz: db559421-02af-4cf9-bbd5-88208286f719
- Virtual International Authority File: 38986633
- WorldCat: E39PBJbxCjFjPD4tGTyDD8wt8C